# Najadates
 (mai 2021).
La mise en forme du texte ne suit pas les recommandations de Wikipédia : il faut le « wikifier ».
Les points d'amélioration suivants sont les cas les plus fréquents. Le détail des points à revoir est peut-être précisé sur la page de discussion.
- Les titres sont pré-formatés par le logiciel. Ils ne sont ni en capitales, ni en gras.
- Le texte ne doit pas être écrit en capitales (les noms de famille non plus), ni en gras, ni en italique, ni en « petit »…
- Le gras n'est utilisé que pour surligner le titre de l'article dans l'introduction, une seule fois.
- L'italique est rarement utilisé : mots en langue étrangère, titres d'œuvres, noms de bateaux, etc.
- Les citations ne sont pas en italique mais en corps de texte normal. Elles sont entourées par des guillemets français : « et ».
- Les listes à puces sont à éviter, des paragraphes rédigés étant largement préférés. Les tableaux sont à réserver à la présentation de données structurées (résultats, etc.).
- Les appels de note de bas de page (petits chiffres en exposant, introduits par l'outil «  Source ») sont à placer entre la fin de phrase et le point final[comme ça].
- Les liens internes (vers d'autres articles de Wikipédia) sont à choisir avec parcimonie. Créez des liens vers des articles approfondissant le sujet. Les termes génériques sans rapport avec le sujet sont à éviter, ainsi que les répétitions de liens vers un même terme.
- Les liens externes sont à placer uniquement dans une section « Liens externes », à la fin de l'article. Ces liens sont à choisir avec parcimonie suivant les règles définies. Si un lien sert de source à l'article, son insertion dans le texte est à faire par les notes de bas de page.
- La présentation des références doit suivre les conventions bibliographiques. Il est recommandé d'utiliser les modèles {{Ouvrage}}, {{Chapitre}}, {{Article}}, {{Lien web}} et/ou {{Bibliographie}}. Le mode d'édition visuel peut mettre en forme automatiquement les références.
- Insérer une infobox (cadre d'informations à droite) n'est pas obligatoire pour parachever la mise en page.

Pour une aide détaillée, merci de consulter Aide:Wikification.
Si vous pensez que ces points ont été résolus, vous pouvez retirer ce bandeau et améliorer la mise en forme d'un autre article.
Najadates (النجدات) ou révolte najadate désigne une insurrection d'une des branches kharijite à l'époque de la Deuxième Fitna. Elle part de la région d'Al-Yamâma et de révoltés issus des villes de Kouffa et Basra. Elle produit sa propre doctrine, plus ouverte que celle des azraqites qui a lieu au même moment en Irak.

## Historique

### Contexte politique

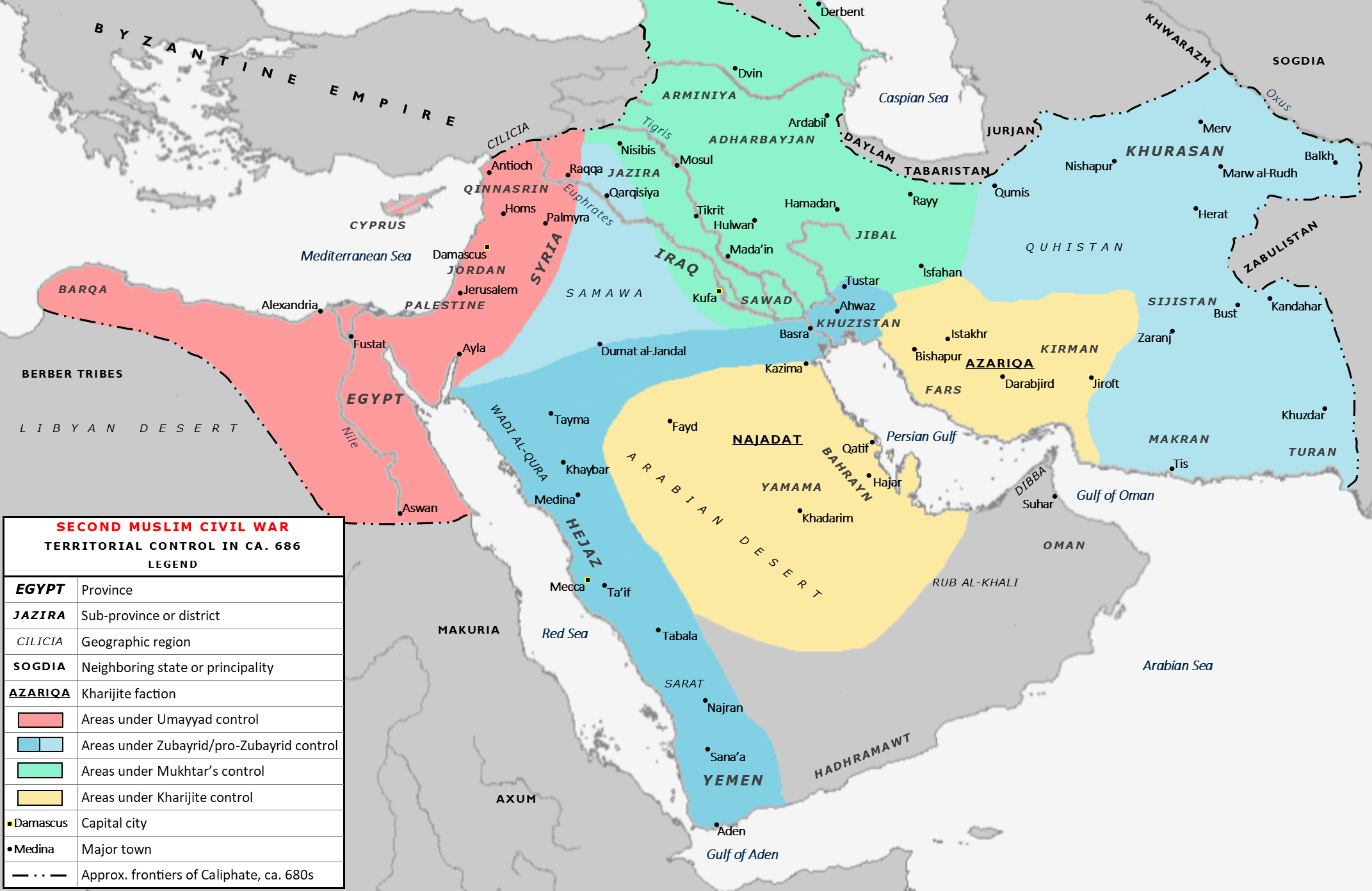
Contrôle territorial des trois prétendants au califat au plus fort de la guerre civile (685-686)
Région sous le contrôle d'Abd Al-Malik
Région sous le contrôle de Mukhtar
Région sous le contrôle d'Abd Allah ibn az-Zubayr
Région sous l'influence d'Abd Allah ibn az-Zubayr

En 680, autour du moment de la mort d'Hussein, la région d'Al Yamama se révolte. Elle s'oppose au règne des Omeyyades, et à ʿAbd Allāh ibn Az-Zubayr, quand ce dernier se déclare calife le 14 novembre 683.
Les dissensions politiques étaient effectivement très fortes à cette époque : En 680, Muʿawiya Ier, premier calife de la dynastie omeyyade, décède, amenant son fils Yazīd Ier à lui succéder. Hussein refuse dès lors de lui prêter allégeance arguant que cette succession est une violation du Traité Hassan-Muawiya (en) en plus d'autres revendications telles que :
- le despotisme et le népotisme du pouvoir (de Yazīd Ier et de ses pairs) qui se traduisait par l'émergence d'une classe politique privilégiée, émanant d'un parti tribal despotique qui monopolisa le pouvoir tout au long de cette nouvelle dynastie ; il est intéressant de souligner à cet effet que Laurent Chabry & Annie Chabry ont expliqué le phénomène de transition entre gérontocratie puis dynastie sous la forme suivante : «  Une désignation élective selon le mode primitif en usage dans ces types de démocraties patriarcales fondées sur la gérontocratie qu'étaient les tribus arabes »[2] transformée par la désignation d'une héritier (mâle) explique une telle décadence du système politique et de l'organisation socio-religieuse au sein des peuples musulmans car cela ne pouvait pas être viable du fait des traditions bien ancrées dans ces mêmes sociétés. Ce constat sera d'ailleurs établi postérieurement par Ibn Khaldûn, qui soulignera que « [...] chaque Arabe veut être le chef. [...]. Une nation dominée par les Arabes est dans un État à la limite de l'anarchie, où chacun est opposé à l'autre »[3]. En clair, le parti Omeyyade qui s'était réservé le pouvoir et l'administration ayant accaparé les biens de l’État, en le privant donc de la Umma. L’État s'est retrouvé être la chasse gardée des Omeyyades ;
- à l'instar de cette politique despotique : les assassinats (d'opposants) se faisant donc dans une terreur par le sang ; un événement marquant fut notamment l’assassinat de son cousin, Moslim ibn Aghil, qu'il avait envoyé comme ambassadeur aux habitants de Koufa, alors qu'il gagnait en popularité au sein de la région, mais Ubayd Allah, sous les ordres de Yazid, l'exécuta par crainte d'un soulèvement populaire ;
- aussi, Hussein exprimait son désarroi face à la déviation dans la conduite (de façon générale), déviation qui se développait dans la vie publique et se manifestait par de la corruption sociale généralisée que cela soit par des individus ou des groupes. Ce faisant, il y avait une absence totale de la loi (islamique notamment), et la primauté du tempérament et de l'intérêt personnels des gouverneurs dans la conduite des affaires de la Umma ;
- enfin, la naissance d'une classe d'inventeurs et de falsificateurs de hadiths, et de déformateurs de la Sunna du Prophète que d'écoles théologiques, telles que « Al-Jabariyyah (en) » et « Al-Murji'ah », dans le but de justifier et de légitimer la conduite politique déviationniste du pouvoir. Ces deux écoles et cette dérive théologique seront l'un des vecteurs du soulèvement de Hussein.

À la suite de cela, il part de Médine et se réfugie à La Mecque. Or, le gouverneur du calife Yazid, Ibn Ziyad, fait tuer Moslim ibn Aghil l'émissaire que Hussein lui a envoyé à Kufa. Il sera d'ailleurs mis en garde par un présage du poète Abu Firas Hammam quant à sa mort proche.
Hussein se soulève, escorté d'une troupe de 72 personnes, dont les membres de sa propre famille, partant rejoindre ses partisans de Kufa qui l'avaient appelé à l'aide et lui avaient promis obéissance. Ibn Ziyad intercepte cette troupe à Kerbala (ville située à une centaine de kilomètres au sud-ouest de Bagdad) et exige qu'Hussein prête allégeance au calife Yazid. Devant le refus de celui-ci, une bataille très inégale s'engage, la bataille de Kerbala, le 10 octobre 680 (10 muharram 61AH). Tous les compagnons de Hussein sont tués et les derniers résistants sont acculés par l'armée de 30 000 hommes [réf. nécessaire], et ce d'autant plus que l'armée omeyyade contrôle tous les accès à l'eau. À la suite d'un siège de 10 jours, l’imam Hussein finit par être assassiné par Shimr ibn Dhil-Jawshan qui le décapita.
Au même moment, Abd Allah ibn az-Zubayr, chef musulman membre de la tribu des Banu Assad, renforce ses positions afin d’accaparer le pouvoir. En effet, s'il ne semble pas avoir eu d'activité politique sous le règne de Mu'awiya, il commence sa révolte au moment de la prise de pouvoir de son fils, Yazid : À la suite de la mort d'Hussein, il retourne au Hijaz (région à l'ouest de la péninsule Arabique) où il s’autoproclame commandeur des croyants. Il commence alors à renforcer sa position et nomme un gouverneur à Koufa. Rapidement il étend son influence au Yémen et même à certains établissements arabes de Syrie et à Fustat en Égypte. Il bénéficie largement du soutien des Arabes qui revendiquent une identité propre et dont les tribus syriennes marginalisées acceptent la suzeraineté en se soudant en grande confédération (Qays) et parallèlement, des Arabes « émigrés » (soit les Muhadjir) de l'Irak qui souhaitent conserver leurs privilèges de rente non nominative. Yazid tente d’envahir le Hijaz, mais sa mort soudaine met fin à cette campagne laissant les Omeyyades en guerre civile entre les deux tribus des Qays et Yaman.
Les établissements arabes du Sham (Homs et Damas) proclament dès lors Marwan ibn al-Hakam comme commandeur des croyants en 684 ; l'année suivante, son fils ʿAbd Al-Malik lui succède et entame la conquête de l'Iraq.
C'est sous ce contexte politique particulièrement tendu et l’installation de la guerre civile (Deuxième Fitna) dans la péninsule Arabique que se profile la révolte najadate, branche du kharidjisme.

## Déroulement de la révolte
Najda ibn Amir al-Hanafi, membre de la tribu des Banu Hanifa, dirigea, successivement aux événements explicités, une révolte vers 680 dans la région.
Les révoltés apportèrent d'abord leur aide à Ibn al-Zubayr quand il s'opposa à la succession de Mu'awiya et participèrent avec leur cavalerie à la libération de la Mecque. La naissance des revendications desdits révoltés prend racine au moment où Ibn al-Zubayr, qui avait repris la devise « ā ḥukma illā li-ʾllāh » (il n'y a de gouvernement qu'en Dieu), se proclama pourtant calife, ce qui provoqua la colère de ses alliés.
Peu de temps après être devenu chef, Najda a lancé un raid contre les Banu Ka'b (en), une branche des Banu Amir, à Bahrayn (Arabie orientale) et leur a porté un coup dur à la bataille de Dhu'l-Majaz, saisissant des denrées que les Banu Ka'b avaient pillées. La victoire de Najda marqua le début d'une série de victoires qui lui donneraient finalement le contrôle de la majeure partie de l'Arabie au détriment d'Ibn al-Zubayr, qui s'est avéré incapable d'affronter les Kharijites. En 686, il retourna à Bahrayn, attaquant cette fois la tribu Banu Abd al-Qays (en), qui s'opposait aux Kharijites. Avec l'aide de la tribu Banu Azd, il tua ou captura de nombreux membres de la tribu Abd al-Qays à Qatif, où il s'installa par la suite.
La force et le contrôle croissants de Najda sur Bahrayn et Al-Yamâma menaçaient la prépondérance du califat d'Ibn al-Zubayr car Najda s'employa à bloquer les routes menant à La Mecque, lieu d'établissement de son [Ibn al-Zubayr] et l'une de ses plus importantes provinces, Basra. À cet effet, Najda, en compagnie d'un autre leader kharidjite, Nafi ibn al-Azraq, partit dès lors à Basra et participa à l’insurrection irakienne contre son gouverneur, Hamza ibn Abd-Al·lah ibn az-Zubayr, fils du Calife [Ibn al-Zubayr]. Pensant pouvoir contrer la révolte, Hamza envoya une armée de 14 000 hommes dirigée par Abd Allah ibn Umayr al-Laythi à la rencontre des Irakiens. Cependant, Najda et ses hommes usèrent d'une embuscade en se repliant aux alentours d'Ahvaz afin de pallier le surnombre et dispersèrent les forces du gouverneur en 686. S'ensuivit une attaque contre la ville qui fut victorieuse et se solda par sa prise, la libération des prisonniers ainsi que la mise à mort d'Hamza ibn Abd-Al·lah ibn az-Zubayr.
Après cette victoire, Najda a envoyé son lieutenant Atiyya ibn al-Aswad al-Hanafi afin de s'emparer d'Oman, alors aux mains d'Abbad ibn Abd Allah al-Julandi et de ses fils Sa'id et Sulayman. Atiyya réussit sa mission, tint la région quelques mois durant puis la laissa à son adjoint, un certain Abu'l-Qasim, mais ce dernier fut tué peu de temps après par Sa'id et Sulayman, qui avec le soutien de certains locaux, reprirent Oman. Les liens entre Najda et Atiyya s'effritèrent peu à peu, peut-être en raison de la répartition inégale des revenus et communications entre lui [Atiyya] et le calife omeyyade Abd al-Malik, qui contrôlait la Syrie et l'Égypte.
En 687, Najda avait conquis le nord de Bahrayn, forçant les Banu Tamim de Kazima[Où ?] à lui rendre hommage. Dans les mois qui suivirent, il entra à Sanaa au Yémen et il envoya un autre de ses adjoints, Abu Fudayk (ca) à Hadhramawt afin de l'administrer ; les deux endroits prêtèrent allégeance à Najda.
Force est de constater que, à la suite de ses gains territoriaux, Najda devint plus puissant en Arabie qu'Ibn al-Zubayr, dont le pouvoir dans la péninsule fut par la suite uniquement cantonné à Hedjaz (Arabie occidentale). L'influence impressionnante de Najda a incité Abd al-Malik, qui était préoccupé par des crises politiques internes et diverses menaces extérieures, à faire appel au soutien du susnommé afin de faire reconnaître son califat de façon légitime. Abd al-Malik offrit au dirigeant kharidjite le poste de « Gouverneur officiel du Yamâma » ainsi que son pardon pour l'effusion de sang et les pertes financières qu'il avait causées en Arabie s'il reconnaissait Abd al-Malik comme calife. Najda a rejeté l'offre, mais parvint à entretenir des relations amicales et pacifiées avec le calife omeyyade. De même, Abd al-Malik a atteint son objectif, selon l'historien Dixon, qui a estimé qu'en approchant Najda, Abd al-Malik cherchait soit à le convaincre et à l'utiliser temporairement contre Ibn al-Zubayr, soit à ne pas réussir à cet égard pour au moins creuser un fossé entre Najda et ses partisans.
En juin 687, les révoltés et leur chef effectuèrent un pèlerinage du Hajj à La Mecque, aux côtés des partisans d'Ibn al-Zubayr et d'Abd al-Malik. Selon Dixon, cela démontrait l'impuissance d'Ibn al-Zubayr à empêcher Najda d'entrer dans sa capitale et que « Najda était alors égal en puissance » à la fois à Abd al-Malik et à Ibn al-Zubayr. À la fin du Hajj, Najda eut tenté de se diriger vers le nord pour capturer Médine, abandonna la campagne pour des raisons religieuses ; les défenseurs pro-Zubayrid de Médine s'étaient préparés pour résister à une telle attaque et leur chef, Abdallah ibn Umar, était tenu en haute estime par les kharidjites. Au lieu de cela, Najda s'est approché de Ta'if, près de La Mecque, où son chef 'Amir ibn Urwa ibn Mas'ud al-Thaqafi lui prêta allégeance. S'ensuivit que Najda déménagea à proximité de Tabala[Où ?], désigna al-Haruq al-Hanafi gouverneur de Ta'if, Sarat et Tabala (tous dans le Hedjaz), et chargea Sa'd al-Talayi' de recueillir l'hommage de la tribu Banu Hilal de Najran, avant son retour prochain à Bahrayn, son lieu d'établissement principal. Lors de son retour à Bahrayn, il a ordonné que les vivres destinées à la Mecque et à Médine soient bloquées pour faire pression sur Ibn al-Zubayr, action qu'il annulera à la suite de la série d'appels lancés par des religieux, notamment Abd Allah ibn Abbas.

## Suites et fin de la révolte
La révolte est au sommet de son œuvre, concordant avec l'apogée du pouvoir de Najda. Cependant, les dissensions intra-partisanes auront raison du mouvement et de son leader phare. Ce déclin est constaté déjà dès 684 : du fait de divergences stratégiques et politico-religieuses entre Najda et Nafi, les révoltés se choisirent comme chef Abu Talut Salim b. Matar. Abu Talut prit le contrôle de Djawn al-Khadarim[Où ?], s'y établit et divisa le butin parmi les partisans (comprenant des terres agricoles et les 4000 esclaves qui y travaillaient).
En plus de son affaiblissement au sein du pouvoir dirigeant, Najda doit faire face à une opposition nationale concernant les liens amicaux qu'il entretient avec Abd al-Malik. L'inégale répartition des salaires militaires et le traitement favorisé qu'il donne à ses adjoints malgré leurs délits religieux ont abouti à son meurtre par Abu Fudayk, agitateur kharidjite, en 691/92 à Bahrayn. Après ce meurtre, il prit le contrôle de Baḥrayn (72/691) et réussit à résister à l'attaque d'une armée de Baṣra envoyée contre lui parʿAbd al-Malik. Peu de temps après (73/693) une deuxième expédition, composée de 10 000 hommes de Bassorah et…
Entretemps, la révolte s'était considérablement essoufflée étant donné qu'elle avait perdu son essence première et qu'elle prenait la forme d'un califat sous une nouvelle dynastie omeyyade. La dynastie suivante, les Abbassides, prit soin de ne nommer aucun membre de la tribu au poste de gouverneur, très certainement à cause des événements précédents.
Au IXe siècle, la dynastie alide des Banu Ukhaidhir, fuyant La Mecque, s’établit dans Al-Yamâma. Selon Yaqut et d'autres, elle opprima les Banu Hanifan qui fuirent en Égypte et à Basra en Irak. Des sources de l'époque, comme al-Yaqubi relatent que les Banu Hanifan forment la majorité de la population du Wadi al-Allaqi, proche d'Assouan. Cette modification et ce « melting-pot » des différentes populations arabo-musulmanes a confondu exception kharidjite et a signé sa fin.

## La doctrine najadate
Pour les azraqites, les autres musulmans sont considérés comme des incroyants (muchrik مشرك pl. mušrikūn مشركون, polythéiste ; associateur) et traités comme tels. Leur territoire est considéré comme domaine des infidèles (kafir  كافر  mécréant, incroyant, ingrat, infidèle) ou domaine de l'incroyance (Dar al-kufr دار الكفر, « domaine des infidèles » ou « domaine de l'incroyance ») ce qui autorise de s’attaquer aux personnes et aux biens. Ils considèrent qu’il est licite de tuer les jeunes enfants nés de parents considérés comme muchrik. En revanche il est illégal de soumettre une femme convaincue d’adultère à la lapidation (رجم  rajm, littéralement « caillassage »). L’auteur d’une calomnie envers un homme respectable n’est pas soumis à la peine prévue de quatre-vingts coups de fouet mais celui qui commet la même faute envers une femme est soumis à cette peine. Les musulmans refusant leur doctrine étaient pourchassés et mis à mort alors que les chrétiens et les juifs n'étaient pas inquiétés et considérés comme simples dhimmi ذمّي (protégés qui désigne un citoyen non musulman d'un État musulman, lié à celui-ci par un « pacte » de protection). Le terme dhimmi s'applique essentiellement aux « Gens du Livre اهل الكتاب  Ahl al-kitâb ».
Les différences avec le courant mère chez les najadates sont :
- ils sont moins durs à l’égard des attentistes ;
- sont partisans de la prise du pouvoir par les armes ;
- revendiquent le droit pour une communauté de choisir son imam, et/ou de choisir de ne pas en avoir[13].